# Teatro Principal de Guanajuato
El Teatro Principal de la ciudad de Guanajuato, México, es un teatro del siglo XVIII, el primero de la ciudad, ubicado entre la calle Mendizábal y la esquina de Avenida Juárez.
El edificio fue construido con un estilo neoclásico e inaugurado en 1788 bajo el nombre de “Corral de Comedias.” En esa época la ciudad era un importante centro minero, por lo que el teatro fue construido para brindar entretenimiento a todas las clases sociales.
A principios del siglo XIX, se le consideraba uno de los mejores teatros del país. Fue remodelado en dos ocasiones, 1826 y 1831, sin embargo años de deterioro provocaron su clausura.
Después de la Revolución Mexicana, fue convertido en cine, pero un incendio en 1921, provocó, una vez más, su clausura hasta la década de 1950, cuando fue reconstruido totalmente para su propósito actual. 
El teatro fue re-inaugurado el 16 de septiembre de 1955 y modernizado con elementos arquitectónicos art déco. Actualmente es administrado por la Universidad de Guanajuato y utilizado para albergar diferentes tipos de eventos culturales, especialmente obras de teatro y danza contemporánea. Es, también, una de las sedes principales del Festival Internacional Cervantino.